# Amberske kronike
Amberske kronike su popularna fantastična serija knjiga Rogera Zelaznya. Sastoji se od deset knjiga koje se dijele u 2 ciklusa po pet knjiga.
U knjigama Amber i Dvori Kaosa su dva prava svijeta, a svi ostali, uključujući i Zemlju, su samo sjene između njih. Kraljevstvo Ambera upravlja Uzorkom, a plemstvo Kaosa, na drugoj strani, upravlja Logrusom preko kojih mogu putovati kroz sjene i svjetove.

## Corwinov ciklus
U prvom dijelu Amberskih kronika pripovjedač je Corwin, koji se budi iz kome u bolnici u New Yorku s amnezijom, uspijeva pobjeći, pronalazi sestru Florimel i otkriva da je nasljednik vladajuće obitelji u Amberu. Random ga vodi da šeta Uzorkom, labirintom u tamnicama dvorca Ambera kako bi vratio sjećanje i dobio snagu za putovanje kroz sjene. Corwin pokušava osvojiti Amber, kojim trenutno vlada njegov brat Eric, ali ne uspijeva, te ga on oslijepi i zatvori.  Sljepoća mu onemogućava dva moguća načina za bijeg: putovanje kroz sjene i korištenja Arkana, tarot karata koje omogućuju pričanje s članovima obitelji. Nakon par godina kada mu se oči regeneriraju, uz pomoć ludom znanstvenika Dwokina, pobjegne. Putem otkriva prijetnju Amberu, u obliku Crne ceste koja se proteže između Ambera i Dvora Kaosa i koja se stalno povećava. Kronike zatim prate Corwinove pokušaje da svrgne Erica i uništi Crnu cestu.
Knjige u ovom ciklusu su:
- Devet prinčeva u Amberu (Nine Princes in Amber - 1970.)
- Puške Avalona (The Guns of Avalon - 1972.)
- Znak jednoroga (Sign of the Unicorn - 1975.)
- Oberonova ruka (The Hand of Oberon - 1976.)
- Dvori Kaosa (The Courts of Chaos - 1978.)

## Merlinov ciklus
Drugih pet knjiga fokusiraju se na Merlinu, Corwinovom sinu koji studira računarstvo na Zemlji i pokušava saznati što se dogodilo s njegovim nestalim ocem. Isto tako, želi otkriti tko ga pokušava ubiti svakog 30. travnja i zašto ne uspijeva. Prilikom puta u Amber, saznaje da su njegovu bivšu djevojku ubile zvijeri iz druge sjene, te da mu je najbolji prijatelj Luke, zapravo rođak i da je on kriv za prijašnje pokušaje ubojstva. Nakon dugog političkog manipuliranja, Luke nagovara Merlina da oslobodi njegovu majku Jasru koju je zarobila Merlinova bivša cura, koja je lažirala vlastitu smrt i udružila se s Merlinovim polubratom Jurtom da zajedno ubiju Merlina. Urota je čini skoro riješena, ali se situacija naglo zakomplicira. Uzorak, sa strane Ambera i Logrus, sa strane Kaosa, žele da Merlin odabere stranu i donese ravnotežu između dva svijeta. 
Ciklus obuhvaća knjige: 
- Arkana propasti (Trumps of Doom - 1985.)
- Krv Ambera (Blood of Amber - 1986.)
- Znak Kaosa (Sign of Chaos - 1987.)
- Vitez sjena (Knight of Shadows - 1989.)
- Princ Kaosa (Prince of Chaos - 1991.)

## Likovi
Amberske kronike fokusiraju se na disfunkcionalnoj obitelji koja je u centru rata između dva svijeta. Devet prinčeva i četiri princeze u Amberu pokušavaju se suočiti s očevim nestankom i nasljeđivanjem krune dok među njima vlada zbunjenost, nevjerica, izdaja i često bezosjećajnost prema drugima. 
Također, svi prinčevi i princeze imaju nadnaravnu snagu i sposobnost regeneracije. 
Na primjer, dvoje ima sposobnost podići automobil koji je upao u provaliju i vratiti ga na cestu, dok je Corwin regenerirao oči dok je bio u zarobljeništvu.